# Dysphaea dimidiata
Dysphaea dimidiata – gatunek ważki z rodziny Euphaeidae.